# 暮光之城2：新月
《暮光之城2：新月》（英語：The Twilight Saga: New Moon）是一部2009年美國浪漫奇幻片，根據史蒂芬妮·梅爾的2006年同名小說改編。隨著2008年《吸血新世紀》的成功後，頂峰娛樂於2008年11月下旬對製作續集開綠燈，這部電影成為暮光之城系列電影的第2輯。電影由基斯·韋士執導，姬絲汀·史超域、羅拔·柏迪臣及泰勒·洛納主演，三人分別飾演貝拉·史旺、愛德華·庫倫及雅各·布萊克。梅麗莎·羅森伯格於《吸血新世紀》的開畫周末期間交了續集電影的劇本草稿，還重回崗位作為《新月》的編劇。
電影於2009年3月下旬在溫哥華開拍，並在2009年5月下旬於意大利蒙特普尔恰诺開拍。2009年11月20日，電影大部分國家上映，並創造了國內票房紀錄，成為最大的午夜放映，票房收入達$2,630萬美元，其成續被其續集《暮光之城：蝕》取代。這成為開畫首日的最高單日國內總收入，在開畫當天的國內總收入為$7,270萬美元，直至2011年被《哈利波特：死神的聖物Ⅱ》擊敗，後者的收入為$9,110萬美元，相距接近2,000萬美元。此外，《新月》成為自2002年以來最高電影票房的第三位，總計收入有$142,839,137美元。這部電影也成為頂峰娛樂發行票房最高的電影，也是發行量最大的獨立電影，在上映期間於超過4,100家劇院放映，直至被其續集《吸血新世紀3：月蝕傳奇》超越。
電影於2010年3月20日的午夜發行派對上推出電影DVD和藍光光碟。截至2012年7月，這部電影在北美DVD的總銷量超過8,835,501張，賺得$184,916,451美元，當中的400萬張於推出的首周末售出，超越了《吸血新世紀》開售首兩天的380萬張。
這部電影得到眾影迷的好評，但受到評論家普遍負面的評價。

## 剧情
在貝拉的18歲生日，她夢見自己在意大利的祭典上狂奔，然後忽然進入了一片花田，她見到一位老婆婆向自己招手，然後她見到她的吸血鬼男友愛德華從花田的另一邊走進來，他們倆一同步向老婆婆跟前，老婆婆示意貝拉以手指連接，然後貝拉從鏡中發現自己將來衰老的容顏跟那老婆婆一模一樣，然而愛德華卻永遠在17歲的不老容貌，接著貝拉從夢中驚醒過來。醒來過後，貝拉的父親查理給她送上生日禮物，然後查理發現貝拉竟有一根白髮，這意味著貝拉日漸衰老......在學校的走廊上，貝拉跟愛德華碰見愛莉絲，愛莉絲邀請貝拉晚上到庫倫家為她舉辦了一個小型生日會。上課時，班上正觀看羅密歐與茱麗葉的影片，愛德華坦言他很羨慕羅密歐能自殺，因為人類尋死的方法比他們的容易許多。貝拉不明白，愛德華說如果當日不能從詹姆斯手上救回她的話，他一定會想個辦法尋死。然後貝拉問他有甚麼辦法尋死，他說會跑去意大利惹怒沃爾圖里家族的人以尋死。
貝拉出席庫倫家為她的生日會，愛德華帶她四處參觀，並講解伏爾圖里家族的歷史，他們算是吸血鬼世界的貴族，不懂甚麼尊重人命，但很尊重藝術和科學，還有法律，而他們的法律是指他們的存在需要保密，不可在公開埸合招搖惹人注目，不可明目張膽殺人，除非是找死。晚上，庫倫家各人準備了禮物逐一送給當晚主角。當貝拉拆開禮物包裝時，她的手指意外給包裝紙劃破而流血，貝拉的血液香氣使賈斯珀沖昏了頭腦，他按捺不住自己，愛德華為了保護貝拉而把她往後推，卻反令她撞到桌子，繼而使她血流如注，差點釀成意外。事後，由於愛德華相信他自己及其家人會危及貝拉的生命，他決定忍痛匆匆結束二人的關係，並舉家離開福克斯。
貝拉分手後極度悲痛，寢食難安，出現嚴重抑鬱及自我隔離。她的父親查理希望貝拉回去跟她的母親住在佛羅里達州傑克遜維爾。貝拉拒絕並承諾會多點跟她在學校的朋友聯絡，並與潔西卡一起看電影，跟潔西卡看電影後，貝拉想起某次愛德華為了營救她而跟別人打架，於是招惹街上流氓飆車，以圖讓愛德華出現保護她，此事讓潔西卡大吃一驚。然而這次漫無目的嘗試卻讓貝拉彷彿看到和聽到愛德華，並意識到尋求刺激的活動可以喚起他保存下來的影像。這使她做出很多危險的行為，例如不懂駕駛摩托車的她找來一輛廢棄的摩托車，找雅各改裝後駕駛令自己受傷等，目的或許是可以看見愛德華的幻像。
貝拉的奎魯特族朋友雅各·布萊克透過參與各種活動來幫助減輕她的痛苦。雅各提到他的部落朋友許多由現在的另一個部落首領山姆控制著。在跟貝拉和米克一起看電影時，雅各變得異常憤怒並發燒，然後他突然離開。貝拉駕車送雅各他回家，他後來把長髮剪掉了，他的右臂上現在有個跟朋友同樣的奎魯特族紋身，就如另一個部落的首領山姆那樣。
貝拉一次到小山上愐憶跟愛德華過去的情景時，她忽然遇到詹姆斯與維多利亞的吸血鬼同伴羅倫，他問貝拉有關庫倫一家的事，愛德華的幻影又再出現於貝拉眼前，提醒她要怎樣做，羅倫透露維多利亞將會折磨後才殺她以替詹姆斯復仇，不過他卻說自己可讓貝拉痛快地死，此時狼群出現並攻擊他。貝拉最終發現，雅各和其他部落成員都是巨狼的變型者。儘管他們古老的敵人是吸血鬼，然而庫倫家的吸血鬼與狼族部落之間存在條約，遵守條約便相安無事。雅各的派系成員目前對維多利亞保持著戒備。在雅各專注於其變型者的改變型體的力量，貝拉再次發現剩下自己一人，並故意忽略了維多利亞的存在，回到尋找那些刺激高危的活動，包括懸崖跳水的休閒活動，以希望重見愛德華的幻覺。
通過一系列的誤解，愛德華從愛莉絲的視覺中看到貝拉從海邊懸崖跳下去，便以為貝拉是自殺了。心煩意亂的愛德華前往意大利，要求伏爾圖里家族（充當吸血鬼霸主的強大家族）結束自己的性命，因為他自己無法做到這一點。當他們拒絕其請求時，他計劃透過大型節慶期間向人類暴露自己的吸血鬼身分以強迫他們下手。同時，愛德華的姊妹愛莉絲回到福克斯，對貝拉尚在人間感到震驚不已......
愛莉絲與貝拉便趕到意大利阻止愛德華作傻事，並在關鍵一刻成功阻止他在陽光下現真身。愛德華對貝拉還活著鬆了一口氣，但同時為應付伏爾圖里家族感到緊張不已。對於有人類願意為吸血鬼犧牲自己的生命，伏爾圖里家族對此留下了深刻的印象，但他們對於作為人類的貝拉得知吸血鬼的存在，必須把貝拉殺掉或是轉化為吸血鬼。愛莉絲跟伏爾圖里家族能夠透過觸摸就能閱讀別人思維的長老阿羅分享了一個視覺：貝拉將會成為吸血鬼。回到福克斯之後，貝拉請庫倫家的人對是否贊成她成為吸血鬼作投票，只有愛德華和羅莎莉投反對票。在貝拉的房間，愛德華向她解釋說只為保護她而離開了福克斯但反而讓她受傷害，而離開她是個很艱難的決定，滿是歉疚的愛德華承諾及保證永遠不會再這樣做。
後來，雅各提醒愛德華，指如果庫倫家的吸血鬼咬人的話，那麼與奎魯特族的古老條約也將會被打破。貝拉告訴雅各指那是她的選擇。愛德華感謝他在自己無能為力時照顧貝拉；貝拉承認對雅各的友情，請雅各不要迫她作出選擇，因為她的選擇一定會是愛德華。當雅各離開後，貝拉要求愛德華親手把她變成吸血鬼，但愛德華說出一個條件，就是要跟他廝守一生，這正是貝拉一直想要的。愛德華向貝拉求婚。

## 演員
主角
| 演員                          | 角色                      | 備註 |
| 姬絲汀·史超域 Kristen Stewart | 貝拉·史旺 Bella Swan      | 女主角，17歲，她從亞利桑那州的鳳凰城搬到福克斯小鎮，成為福克斯高中的轉校生，並愛上了吸血鬼愛德華·庫倫。她遇到虐待狂吸血鬼詹姆斯決意獵殺她後，她的生命備受威脅。                                   |
| 羅拔·柏迪臣 Robert Pattinson  | 愛德華·庫倫 Edward Cullen | 男主角，外表仍保持著17歲的外觀的吸血鬼，由於他在1918年被變成吸血鬼，所以其實際年齡為108歲。貝拉喜歡他，他最後跟貝拉成為戀人。他有讀心術的異能（唯獨不能讀取貝拉的思想），還有超乎常人速度的能力。 |

其他角色
| 演員                                    | 角色                                | 備註 |
| 彼得·費辛利 Peter Facinelli             | 卡萊爾·庫倫 Carlisle Cullen         | 愛德華的養父，他看起來像30歲，是福克斯小鎮醫院裡富同情心的醫生，也是庫倫家族的大家長。其實際上是300多歲的吸血鬼。                                             |
| 伊莉莎白.瑞瑟 Elizabeth Reaser          | 艾思蜜·庫倫 Esme Cullen             | 卡萊爾的妻子，愛德華的養母，是庫倫家族的大家長。 |
| 艾希莉·葛林 Ashley Greene               | 愛莉絲·庫倫 Alice Cullen            | 愛德華的姊妹，賈斯柏的戀人。 其異能是可以根據人們的決定而看到其未來的吸血鬼。                                                                                 |
| 傑克遜·拉斯波恩 Jackson Rathbone        | 賈斯柏·海爾 Jasper Hale             | 愛德華的家人，愛莉絲的戀人。 他是能夠控制情緒的庫倫家族成員，然而他是最新加入的家族成員，因此他對於僅以動物而非人類的血液為糧食的「素食」飲食方式有感最困難。 |
| 妮琪·利德 Nikki Reed                    | 羅絲莉·海爾 Rosalie Hale            | 愛德華的家人，艾密特的戀人。 她被形容為世界上最美麗的吸血鬼。在整齣電影中，她都對貝拉充滿敵意，擔心著愛德華與人類的關係會使他們的家族處於危險之中。           |
| 凱蘭·魯茲 Kellan Lutz                   | 艾密特·庫倫 Emmett Cullen           | 愛德華的兄弟，羅絲莉的戀人，是家族中最強壯的吸血鬼成員。 |
| 比利·伯克 Billy Burke                   | 查理·史旺 Charlie Swan              | 貝拉的父親，人類，他是福克斯小鎮的警長。 |
| 莎拉·克拉克 Sarah Clarke                | 芮妮·道爾 Renée Dwyer               | 貝拉的母親，人類，跟現任丈夫費爾住在亞利桑那州。 |
| 麥特·巴謝爾 Matt Bushell                | 費爾·道爾 Phil Dwyer                | 人類，芮妮的現任丈夫，貝拉的後父。 |
| 瑞秋·拉菲佛 Rachelle Lefevre            | 維多利亞·薩瑟蘭 Victoria Sutherland | 吸血鬼獵人，死去詹姆斯的伴侶，為詹姆斯復仇而獵殺貝拉。 |
| 艾迪·蓋瑟吉 Edi Gathegi                 | 羅倫特·達·雷文 Laurent Da Revin     | 吸血鬼獵人，詹姆斯的族群中最文明的成員。 |
| 泰勒·洛特 Taylor Lautner                | 雅各·布雷克 Jacob Black             | 貝拉的兒時好友，狼族成員，喜歡貝拉。 |
| 吉爾·伯明罕 Gil Birmingham              | 比利·布雷克 Billy Black             | 雅各的父親，查理的好友。 |
| 格雷厄姆·格林 Graham Greene             | 哈利·克利爾沃特 Harry Clearwater    | 查理的好友。 |
| 查斯克·斯賓塞 Chaske Spencer            | 山姆·烏利 Sam Uley                  | 狼族首領。 |
| 婷塞爾·柯瑞 Tinsel Korey                | 艾蜜莉·楊 Emliy Yang                | 山姆的女友。 |
| 安娜·姬妲妮 Anna Kendrick               | 潔西卡·史丹利 Jessica Stanley       | 貝拉的學校同學。 |
| 克莉絲汀·瑟拉圖絲 Christian Serratos    | 安琪拉·韋柏 Angela Weber            | 貝拉的同學。 |
| 邁克·威爾奇 Michael Welch               | 麥克·紐頓 Mike Newton               | 貝拉的同學。 |
| 賈斯汀·全 Justin Chon                   | 艾瑞克·紐基 Eric Yorkie             | 貝拉的同學。 |
| 奇奧華·戈頓 Kiowa Gordon                | 恩布里·何利 Embry Call              | 狼族成員。 |
| 米高·辛 Michael Sheen                   | 阿羅 Aro                            | 伏爾圖里家族三領袖之一 |
| 占美·金寶·鮑華 Jamie Campbell Bower     | 凱薩 Caius                          | 伏爾圖里家族三領袖之一 |
| 基斯杜化·海爾達爾 Christopher Heyerdahl | 馬庫斯 Marcus                       | 伏爾圖里家族三領袖之一 |
| 狄高達·芬寧 Dakota Fanning              | 珍 Jane                             | 伏爾圖里家族護衛 |
| 丹尼爾·寇德摩爾 Daniel Cudmor           | 菲力斯 Felix                        | 伏爾圖里家族護衛 |
| 查理·布雷 Charlie Bewley                | 狄米崔 Demetri                      | 伏爾圖里家族護衛 |

## 製作

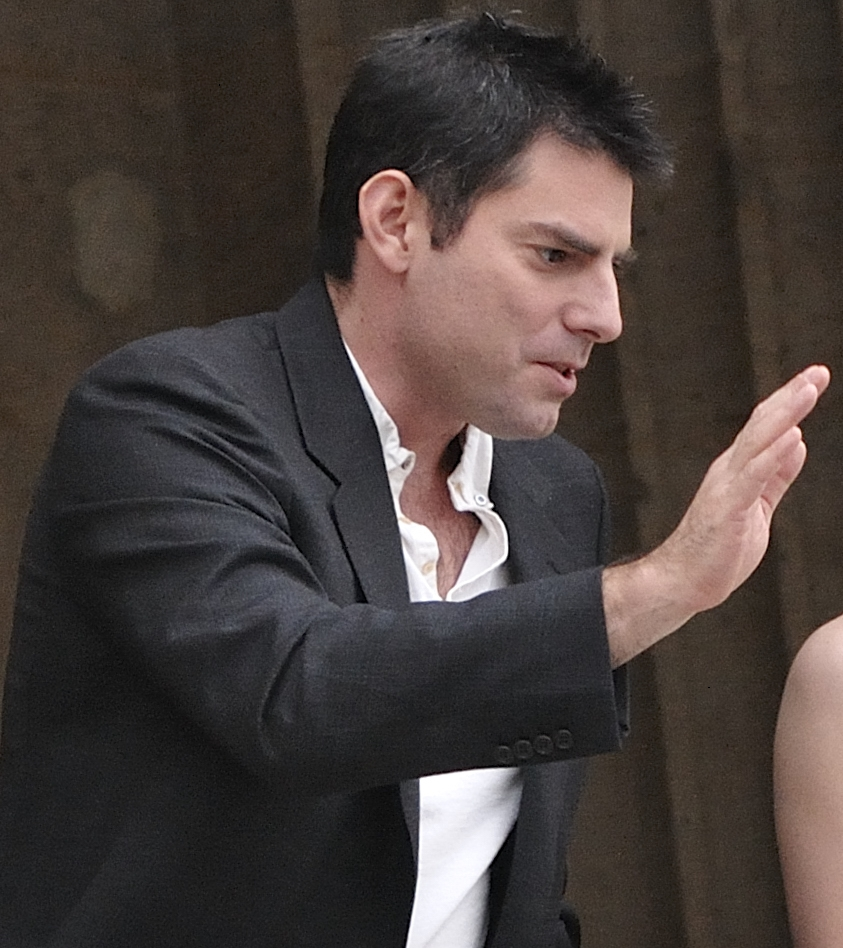
2009年11月，導演基斯·韋士出席在法國巴黎舉行的新月攝影展。

### 發展
2008年11月上旬，頂峰娛樂宣布，他們已經獲得史蒂芬妮·梅爾的吸血新世紀系列小說餘下版權，包括：新月、蝕及暮光之城：破曉。2008年11月22日，即《吸血新世紀》上映後的第二天，頂峰娛樂確認他們將開始製作《新月》。梅爾說：「我認為沒有其他作家比跟頂峰娛樂在她的改編電影的製作人方面擁有更積極的經驗。」2008年12月上旬，宣布《暮光之城》的導演凱瑟琳·哈德威克將不會再為續集執導，她指時間上限制是她離開該項目的原因。2008年12月13日，電影公司宣布，曾擔任電影《單親插班生》的聯合導演及電影《魔幻羅盤》導演的基斯·韋士，已被聘為《新月》的導演。在公布後不久，韋士發表聲明向《吸血新世紀》的粉絲保證，他將會「代表他們保護他們喜歡的角色、主題與故事」。他續說：「這不是掉以輕心一個任務，我會站在一本美麗的書旁邊，並盡全力為實現美麗的電影。」
梅麗莎·羅森堡在《吸血新世紀》電影推出前一直在研究小說的改編，並在2008年11月的《吸血新世紀》開畫周末上映期間提交了《新月》的草稿。她說：「我會在早上十時坐下來，處理劇本...直到晚上六時。」羅森堡在10月至2008年6月的幾個月裡，在為Showtime電視網的《嗜血判官》電視連續劇系列寫作期間，在周末交替進行《新月》的寫作。她跟梅爾在這五個月裡保持著聯繫。在改編小說的同時，編劇所做的關鍵改變之一是決定把愛德華的聲音放在貝拉的腦海中，並使其形象化。這個變化導致兩個主角之間出現首次對抗，一種情緒化的「幻影」。對於劇本而言，貝拉所接近的四名男子需要創造一個重大而危險的局面，因此羅森堡給了他們摩托車，「我加入摩托車，主要是因為......它們成為了貝拉與雅各關係的重要組成部分。」。

### 選角
由於雅各·布萊克一角在《吸血新世紀》至《新月》之間發生了重大的身體變化，導演基斯·韋士曾考慮找一位演員可以更準確地演譯「新的健碩的雅各·布萊克」以取代泰勒·洛納。為了保持這角色，洛納進行了全面的負重訓練，並增加了約30磅的體重。在2009年1月，韋士與頂峰娛樂宣布洛納將繼續在續集中飾演雅各一角。在一次訪問中，其同片演員姬絲汀·史超域談到洛納的轉變，她說：「他在身材上是完全不同的人。」
在2009年3月下旬，頂峰娛樂發布了將會跟洛納一起飾演「狼群」的演員名單。其餘的奎魯特部落成員都是由選角導演雷尼·海恩斯（Rene Haynes）為首負責，他曾製作過具有大型美國土著演員的電影，例如《與狼共舞》及《魂歸傷膝谷》。2009年2月，電影在溫哥華還舉行了一次選拔會，具體要求「15至25歲之間的任何原住民／原住民演員」。在談到米高·辛飾演阿羅一角時，韋士聲稱自己「積極地尋求這位演員」，並將這個角色形容為「表面上非常仁厚和友善的吸血鬼，但在內裡他是個極大的威脅」。

### 拍攝
2008年12月，《新月》就開始了製作的前期工作。2009年3月23日，拍攝計劃於在溫哥華開始，但提早了幾天開始。導演韋士想在續集中使用暖色調，跟該系列的上集所使用的藍色調相反，他的意圖導致使用金色調，這變化是受到意大利油畫的啟發，並最終成為了劇組人員協作工作的基礎。該方法還包括在電影中的位置使用某些特定的顏色。導演指出：「廣場變成了紅色的洪水，那就是我們對每個視覺方面的意識。」
電影使用菲林而不是數碼，攝錄增加了「老式」的生產性質。兩台主要的潘那維申相機，是能夠以每秒150幀的速度拍攝的高速Arri 435相機，用來拍攝視覺效果的斯坦尼康相機和VistaVision相機是把小說帶到大屏幕的裝置。跟使用特定顏色調一樣，不同的相機和拍攝設置有助於提供的故事切入點。當貝拉跟愛德華在一起時，相機非常僵硬地在小車上直線移動，以反映他們倆的關係是如何的「完美」。當貝拉和雅各在一起時，斯坦尼康相機提供了流暢而原始的風格；當她跟同學們在一起時，手提攝錄機反映出一種俗話多的視覺語言。
當電影投入生產後，團隊就著如何匹配第一部電影中所介紹的地點進行辯論之後，團隊就決定在溫哥華拍攝，而非波特蘭。參與決策過程的一位成員指出，溫哥華曾被視作探索《吸血新世紀》的潛在環境，這僅僅是因為當時美元跌破了加拿大元，俄勒岡州的波特蘭及其周邊地區作為《吸血新世紀》的主要拍攝場景的成本較溫哥華的為高。選擇溫哥華是因為它具有更高的生產價值，而周邊地區擁有美麗的森林和灰色的天氣。有了這個決定，然而接下來就是重建上集電影中所使用的重建關鍵場景的問題。在福克斯高中的外觀，劇組人員能夠找到一個停車場，但是學校的梯級需要用到綠屏來拍攝，以支持那些原本在《吸血新世紀》中經已呈現的內容。溫哥華戴維湯普森中學後來充當高中場景的內部空間。
庫倫家是主要「匹配」的任務之一，主要是因為波特蘭地區位置的獨特設計。製作團隊同意在溫哥華地區找到一所房子，其內部裝飾模仿第一個地點的高天花、玻璃牆和森林環境。有一個地點肯定能與波特蘭的那個相比的，因此，導演韋士和製作團隊就在那兒拍攝了部分影片。為了跟故事中原本房子的設計保持一致，《新月》中的各個故事部分被轉移到之前從未見過的房子不同部分進行拍攝。
在搜尋溫哥華以拍攝涉及史旺家的場景地點後，他們決定在一條空曠的地段上，以樹林線和接近的道路來重建房子。製作團隊希望能夠重新佈置房子的外觀，使其與第一部電影中互相匹配。面對創建室內裝飾時，製作團隊對波特蘭的房屋進行了測量，並在該地段和溫哥華的舞台上建成了房子的各個部分。第二輯電影還試圖弄清貝拉房間的位置，正如第一輯電影所看到的那樣，它是似乎位於房子的前方，而實際上它位於房子的右側。波特蘭的房子在《吸血新世紀》發行後重新粉飾時出現了麻煩，這消除了房子在電影中所描繪的老化感。在重新製作房子時，製作團隊參考了第一部電影的藍光光碟。
作為導演，韋士很高興能在新的地點和場景上進行介紹和拍攝，特別有趣的是奎魯特的預訂及雅各的家。以華盛頓的奎魯特郊野為基礎，製作團隊由於雅各對狼族的附屬，所以決定把雅各的房子置於該地區的邊緣，而不是社區。對韋士來說，雅各的房子是進入森林世界的踏腳石，那裡隱藏著狼族的真實世界。製作設計師面對著「現實世界」與「書中世界」的挑戰，在他們找到穀倉時，書中形容的是紅色的穀倉，然而它是綠色的。最初是以綠色柵欄為邊界，後來決定把穀倉塗色，使它變得老舊，裝修外觀以證明這種佈局非常符合雅各的角色。
在考察了超過12個有可能性地點來拍攝場景之後，考察團決定於意大利沃爾泰拉進行，他們選擇了蒙特普尔恰的城鎮，他們認為這是梅爾的小說中所描述的最佳代表。主要攝影以該地區拍攝的場景結束，從5月25日至29日。對於伏爾圖里和愛德華之間的對峙局面，這個想法是想要有一個更大的「砰」，而不是僅僅愛德華的癱瘓在地上。最初是一場大戰，吸血鬼到處打鬥，在收到梅爾的認可印章後，變成菲力斯與愛德華之間的一對一戰鬥。這個想法很快從典型的野蠻戰鬥中改變了，把愛德華描述為陷入困境的普通人；對於貝拉來說，傳達被困於一群吸血鬼戰鬥中的感受也很重要。該個場景還需要特別效果，特技人的工作，並弄清楚如何描繪吸血鬼以極快的速度戰鬥。

### 視覺效果
監督著《新月》視覺效果部門的蘇珊·麥克勞德（Susan MacLeod），她在製作《魔幻羅盤》時曾跟基斯·韋士合作。麥克勞德徵募了蒂皮特工作室創建了電腦合成的狼群，而溫哥華的Prime Focus處理了吸血鬼的特效。為了準備使狼群看起來真實的艱鉅任務，蒂皮特的藝術家對狼的文化進行了研究。他們還能夠通過調整狼的某些特徵（例如脂肪和身高）來反映領導能力及人類時的肌肉大小。2009年2月，一眾藝術家得以前往洛杉磯外的狼山保護區（Wolf Mountain Sanctuary），以看到真正的狼。藝術家們觀察到灰狼與北極狼兩者的行為，牠們每三五隻一組在跑，這個想法讓每個人對他們正在創造的生物有更深的了解。
麥克勞德解釋說，創造變形的狼人並非一件易事。狼的工作包括拍攝「碟子」，或將CG創作融入到攝影圖像當中。由於書中所描述的狼與馬一樣大，完整尺寸的鋁及板塊狼剪紙用作演員和劇組人員的視覺參考。當演員們有了參考，那些剪紙會被移除以便攝像機捕捉場景。為了讓電腦合成的狼群與演員的動作及實況攝錄機保持同步，團隊使用了一種土地測量工具—火柴移動器，那是一種土地測量工具，用以參考標記記錄了拍攝地點的地形。
雅各的狼人原始3D模型是創造其他狼人的基礎。該模型的肌肉系統使肌肉看起來燃燒和收縮作出了貢獻。從那裡開始，最初的皮毛分布交給負責其顏色和修飾的畫家。他們還增加了一些特性，例如將濕的毛髮聚在一起，並將其應用於皮毛。他們在將這外觀交給照明及技術總監之前對它進行了精細的類改進。
製作團隊面臨的一項挑戰就是如何表達貝拉在愛德華離開後的抑鬱情緒。在小說中，這幾頁中過去幾個月被名字充斥；電影中，攝錄機圍繞著姬絲汀·史超域盤旋的視覺效果來表達這情緒。原本電影所用的窗戶不太符合韋士所尋找的，因此製作團隊在重建史旺家時創建了一個凸窗。該效果是由視覺特效主管艾力克·帕斯卡爾利（Eric Pascarelli）領導Prime Focus操刀的300種視覺效果之一。它需要配對兩個相機鏡頭：一個是拍攝女演員坐在椅子上，另一個則拍攝從窗外位置拍攝屋內的視圖。透過使用綠屏，Prime Focus可以通過電腦合成的樹葉和落雪效果來增強季節的變化。

### 配樂
《新月》的配樂由亞歷山大·達士勒撰寫，其餘的配樂則由音樂總監亞歷山德拉·帕齊瓦斯揀選，後者更製作了吸血新世紀電影原聲專輯。《吸血新世紀2：新月傳奇—電影原聲專輯》於2009年10月16日發行，由帕齊瓦斯的Chop Shop Records的品牌下與大西洋唱片聯合發行。它首推出便登上告示牌二百大專輯榜的第二位，並在發行的首周售出153,000張後攀升至榜首位置。

#### 原聲帶曲目
| 曲目 | 歌曲                    | 演唱者                 | 場景                                                                             |
| ---- | ----------------------- | ---------------------- | -------------------------------------------------------------------------------- |
| 1    | Meet Me On The Equinox  | Death Cab For Cutie    | 第二首片尾曲。                                                                   |
| 2    | Friends                 | Band Of Skulls         | 貝拉第一次看見愛德華的幻影。                                                     |
| 3    | Hearing Damage          | Thom Yorke             | 狼群追殺維多利亞。                                                               |
| 4    | Possibility             | Lykke Li               | 愛德華走後，貝拉行屍走肉了好幾個月。                                             |
| 5    | A White Demon Love Song | The Killers            | 第一首片尾曲。                                                                   |
| 6    | Satellite Heart         | Anya Marina            | 生日派對過後，愛德華在貝拉回家在車上的談話。                                     |
| 7    | I Belong to You         | MUSE                   | 查理希望貝拉離開福克斯交新朋友，貝拉對查理說要跟潔西卡出去逛街，過「女孩之夜」。 |
| 8    | Rosyln                  | Bon Iver & St. Vincent | 貝拉在整理相片，把自己跟愛德華的合照折成一半，愛德華朝上。                       |
| 9    | Done All Wrong          | Black Rebel            | 貝拉第一次去愛蜜莉的家。                                                         |
| 10   | Monsters                | Hurricane Bells        | 貝拉開車往學校。                                                                 |
| 11   | The Violet Hour         | Sea Wolf               | 貝拉的生日派對。                                                                 |
| 12   | Shooting The Moon       | OK Go                  | 貝拉和雅各一起修摩托車。                                                         |
| 13   | Slow Life               | Grizzly Bear           | 貝拉溺水看見愛德華的幻影。                                                       |
| 14   | No Sound But The Wind   | Editors                | 庫倫家投票後，愛德華載貝拉回家路上貝拉對愛德華說：「我想要你來轉生我。」         |
| 15   | New Moon (The Meadow)   | Alexandre Desplat      |                                                                                  |

## 發行

### 市場
2009年2月，電影公司宣布該專營權的名稱為《吸血新世紀》，各輯書名之間以冒號分隔開，而電影出現的標題只簡稱為「新月」。首張宣傳海報於2009年5月19日發行。同年5月31日，羅拔·柏迪臣、姬絲汀·史超域以及泰勒·洛納於MTV影視大獎揭曉了該電影的首支預告片。發行預告片後，電影中兩個場景於2009年的《聖地亞哥國際漫畫展》上展出。2009年8月12日，一段14秒的第二支預告片預覽於線上發布，而全長預告片在電影《搖滾未來》於劇院上映前曾播放過。電影的第三支預告片於2009年9月13日的《2009年MTV音樂錄影帶大獎》上放映。Spike TV在2009年10月27日的《尖叫獎2009》中也播出新預告片。
電影於美國1,200多家影院上映前，《美國偶像 (第八季)》決賽的入圍者艾麗森·艾拉希塔主持了8分鐘的封鎖，期間她談論了即將發行的專輯，並播放了一些曲目。此外，在電影上映之前，原作者史蒂芬妮·梅爾亮相於《奧花·雲費秀》以宣傳電影。

### 發布
許多電影院的放映演出早在《新月》上映的兩個月前就售罄。這部電影創造了預售門票的記錄，導致一些影院增加了額外的放映。電影也是Fandango上最大的預售門票賣家，超越了《星球大戰前傳：黑帝君臨》。電影上映前一個周末，《新月》佔Fandango網上票務銷售額的86％，以及在2009年11月20日的早上門票總銷量估計總計為$1,390萬美元。

### 家庭影院
電影於不同地點舉行了午夜發行派對，以幫助宣傳電影的DVD和藍光光碟發行，分別在2010年3月20日於美國，及2010年3月22日在英國。當中特色節目包括導演基斯及編劇彼得·林伯特（Peter Lambert）的語音解說，一個幕後的紀錄片和音樂特輯。跟DVD與和藍光光碟版本不同，終極粉絲版本的DVD還包括其續集《吸血新世紀：蝕》的7分鐘搶先觀賞版本。在美國上映的首個周末裡，電影的銷量就超過了400萬張，超越了上集首兩天就售出380萬張的成績。在北美DVD的銷售中，這部電影目前的總票房為$185,166,822美元，並已售出了8,864,541張。

## 反應

### 票房
《新月》創下了美國（美國和加拿大）國內票房史上最高的午夜票房紀錄，在3,514間電影院中，估計票房收益為$2,630萬美元。打破了先前由《哈利波特：混血王子的背叛》所創下$2,220萬美元的午夜首映國內票房記錄。在2010年，其續集《暮光之城：蝕》打破了《新月》於4,000多個影院上映，收益達$3,000萬美元的記錄，然而它被《哈利波特：死神的聖物Ⅱ》超越，後者在2011年的收益為$4,350萬美元。電影於國內首映當日就獲得$7,270萬美元的票房，成為美國國內史上最大的單日票房，超越了《蝙蝠俠—黑夜之神》的$6,720萬美元收入的記錄。這個首映為另一項紀錄作出了重要貢獻—這就是美國國內票房前十名的電影首次單日總收入超過$1億美元的記錄。該記錄後來在2011年被《哈利波特：死神的聖物Ⅱ》賺得$9,110萬美元打破。
《新月》的開畫周末成為了美國國內史上最高開畫周末的第九位，其票房為$142,839,137美元，並且也是全球最高開畫周末的第十位，總收入達2.749億美元。這部電影在發行時創下了11月最高的周末首映紀錄，打破了《哈利波特：火盃的考驗》的記錄（$1.027億美元），直至被《飢餓遊戲2：星火燎原》的1.581億美元所超越。這部電影的預算估計不足$5,000萬美元，是全球上映成本超過2億美元的電影中最便宜的一部。在感恩節的周末，這部電影票房收入為4,250萬美元，當中包括周三和周四約$6,600萬美元的票房。自上星期的開畫周末以來，電影已賺得$2.307億美元，比上集的整個票房收入高出22％。在國際上，這部電影在整個周末的收入約$8,500萬美元，全球總收入在10天內達到$4.737億美元。在其第三個周末，《新月》在美國國內市場獲得$1,570萬美元的票房，以及國際上的另外賺得的$4,070萬美元，全球總收入為$5.701億美元。在第四個周末，該電影以$1,000萬美元的票房收益跌至第四位，其國內票房總額為$296,623,634美元。

### 評價
《新月》受到評論家的普遍負面的評價。評論網站《爛番茄》報導指，從226位評論家中，給予了積極評價的只有28％，其平均得分為4.69／10。該網站的普遍共識是：「吸血新世紀的第二輯可能會讓忠心粉絲滿意，但外人可能會因為它節奏緩慢、無情語氣和篇幅過於冗長而關掉它。」在《Metacritic》，它從電影評論家的100條評論中計算了平均得分，這部電影基於32條評論中，得分為44分。在《影院評分》中的觀眾調查裡，觀眾給予該電影「A-」的級別。
《克利夫蘭現場》的羅伯特·伊格尼齊奧（Robert Ignizio）形容電影是一個「娛樂幻想」，並指出「它比《吸血新世紀》更具視覺效果，並且在動作場景上做得更好，同時仍將注意力集中於三角戀的中心上。」《華盛頓郵報》的米高·奧沙利文（Michael O'Sullivan）給從4顆星中給電影2.5顆，他讚賞姬絲汀·史超域於電影中的表現並寫道：「儘管劇情有時足以誘發糖尿病，但這個性感和恐怖的嬉戲中卻得到足夠的狼哨聲以取悅其他人。」《西雅圖郵訊報》給電影評為B級，並寫道：「電影看起來很棒，對話很有效，有很多擺好位置的笑話，演戲也到位。」
《紐約超時》在5顆星中給了這部電影4顆，稱其為「對於那些年紀足夠大的人來說，卻又看到還年輕到可以在不死的夢想船上尖叫，這是可以接受的逃避現實。」《綜藝》的佐敦·明澤（Jordan Mintzer）指，「史超域是電影的心臟與靈魂」，他補充指她「賦予了對話的力量和深度......這聽起來像是一個不那麼吸引人的女演員嘴裡像典型的小雞般的泡沫，她使貝拉的心理創傷看起來像是真實的。」
英國電影評論家馬克·克莫德對電影進行了正面評價，說：「經過最初的20分鐘向下傾斜後，當我想到『實際上這將是兩個小時的拖把，我認為它找到了自己的腳。』」他還為泰勒·洛納的角色辯解，「看到迷迷的感覺，年輕人們穿過森林脫下上衣有點傻笑誘導。但這個很好，他們知道目標觀眾是甚麼。」
《三藩市紀事報》的米克·拉薩爾（Mick Lasalle）作出了更為複雜的評論，指：「預期這部電影能滿足其粉絲。其他人就準備來一場古怪的肥皂劇／選美大賽，由主角進入框架以準確宣布他們的想法的一系列靜態場景組成。」《數碼間諜》從5顆星給這部電影2顆星，讚揚姬絲汀·史超域「將電影扛在肩上，再一次給了一個本來會自我放縱的角色帶來了很多靈魂」，但批評它缺乏行動，最終稱其為「流失的經歷」。羅渣·伊拔在4顆星中給這部電影1顆星，並說它「取得了《吸血新世紀》不溫不火的成就，卻勇於將其遺忘，把半生不死的留下來。」李察·羅珀以C−為《新月》評級，並將稱之為「單調乏味又極其慢的130分鐘的傳奇故事。」

### 榮譽
自發行以來，《新月》獲得了多項提名和獎項。
- 2010年3月，電影獲得ShoWest（英语：National Association of Theatre Owners#CinemaCon (formerly ShoWest)）2009年度Fandango粉絲選擇獎的最佳電影[103]。
- 在《第15屆帝國獎（英语：15th Empire Awards）》，柏迪臣獲提名為最佳男主角及安娜·姬妲妮獲提名最佳新演員[104]，結果電影獲得最佳奇幻電影獎，而柏迪臣獲最佳表現獎[105]。
- 在《2010尼克兒童選擇獎（英语：2010 Kids' Choice Awards）》中，該電影入圍最佳電影，但敗給《花鼠明星俱樂部2》，而洛納贏得「最受歡迎電影演員獎」；而雅各與貝拉跟愛德華與貝拉一同獲提名「最佳情侶獎」，結果由雅各與貝拉獲獎[106][107]。
- 在《2010年MTV電影獎（英语：2010 MTV Movie Awards）》中，跟史超域和洛納一同被提名的帕迪臣，贏得了「全球超級巨星獎」；「最佳男演員」也授予帕迪臣，而洛納獲再度提名；史超域與柏迪臣贏得「最佳接吻獎」，而《新月》則獲得「最佳電影」[108]。
- 在8月8日舉行的《2010年青少年選擇獎（英语：2010 Teen Choice Awards）》，這部電影及其演員總共獲得了十項提名，其中八項由電影獲獎，和三個獨立的獎項撥歸《暮光之城：蝕》[109][110][111]。
- 此外，電影獲得《第36屆士星獎（英语：36th Saturn Awards）》的「最佳恐怖片」提名；而泰勒·洛納則提名為「最佳年輕演員」，但分別敗給《地獄巫門等你來》及茜爾莎·羅倫[112]。
- 洛納還獲得《第31年輕藝人獎（英语：31st Young Artist Awards）》的「電影長片最佳表演獎-最佳男主角」的提名[113]。
- 然而，電影獲得四個金酸梅獎的提名：最糟的男配角（柏迪臣）、最糟的螢幕情侶（史超域、柏迪臣與洛納）、最糟前傳、翻拍、翻錄或續集，及最糟劇本[114]。

## 續集
2009年，頂峰娛樂計劃吸血新世紀系列的續作—《暮光之城：蝕》於2010年6月30日發布。導演韋士由於正在為《新月》的後期製作中拍攝，故無法執導第三部電影。因此，大衛·斯萊德於2009年4月22日被確認為《吸血新世紀3：月蝕傳奇》的導演。